# Danh sách vụ máy bay Việt Nam rơi ở nước ngoài
Đây là một danh sách chưa hoàn tất, và có thể sẽ không bao giờ thỏa mãn yêu cầu hoàn tất. Bạn có thể đóng góp bằng cách mở rộng nó bằng các thông tin đáng tin cậy.
Đây là danh sách các vụ máy bay Việt Nam rơi ở nước ngoài. Danh sách này không tính đến các vụ rơi máy bay do hành động quân sự trong chiến tranh.

## Danh sách
- Ngày 9 tháng 9 năm 1988: Một chiếc Tupolev Tu-134 thực hiện chuyến bay VN-831 xuất phát từ Hà Nội với 81 hành khách rơi trong lúc đang tiến gần đến Bangkok khiến 78 người thiệt mạng.  Chiếc máy bay đi vào vùng bão và bị sét đánh, rơi xuống một cánh đồng cách Sân bay quốc tế Bangkok 6 km. Máy bay bị phá hủy hoàn toàn, cắt đứt thành ba đoạn. Danh sách những người thiệt mạng có bác sĩ Bộ trưởng Bộ Y tế Việt Nam Đặng Hồi Xuân; Đại sứ Ấn Độ tại Việt Nam Arun Patwardhan; Bí thư thứ hai Đại sứ quán Nhật Bản tại Việt Nam Kiyokata Ida. Có ba người may mắn sống sót trong vụ này gồm 1 phi công, 1 nữ tiếp viên và 1 hành khách (Cao Trần Quyết Thắng - cán bộ Ủy ban Khoa học và Kỹ thuật Nhà nước).[1]
- Ngày 3 tháng 9 năm 1997: Chiếc máy bay Tupolev Tu-134 của Vietnam Airlines thực hiện chuyến bay VN-815 đã bị rơi khi đang đến gần Sân bay quốc tế Pochentong, thủ đô Phnôm Pênh, Campuchia, làm thiệt mạng 65 trong tổng số 66 hành khách và phi hành đoàn. Chỉ có bé trai 2 tuổi sống sót. Chiếc máy bay bị phá hủy hoàn toàn. Chiếc máy bay đang trên đường từ Thành phố Hồ Chí Minh đến Phnôm Pênh. Chiếc Tupolev đang tiến gần đến đường băng sân bay Pochentong từ độ cao 2.000 mét trong trời mưa to. Vào thời điểm này, trạm điều khiển yêu cầu phi công cố gắng hạ cánh từ phía tây bởi vì gió. Tổ lái sau đó mất liên lạc với trạm điều khiển. Ba phút sau, chiếc máy bay va chạm với cây cối ở tầm thấp làm hư cánh trái. Chiếc máy bay trượt dài 180 mét vào một ruộng lúa khô nước trước khi nổ tung. Sau vụ việc, lỗi phi công được xác định là nguyên nhân của vụ tai nạn; cơ trưởng tiếp tục hạ độ cao từ 2.000 mét xuống 30 mét cho dù không nhìn thấy đường băng, mặc kệ lời yêu cầu quay lại của cơ phó và kỹ sư chuyến bay. Khi máy bay đâm vào cây, cơ trưởng mới nhận ra rằng đường băng không nằm trong tầm nhìn và cố gắng hủy bỏ hạ cánh; người kỹ sư dùng toàn lực động cơ nhưng chiếc máy bay không thể điều khiển và xoay trái; động cơ bên phải ngừng hoạt động nên không thể nào nhấc máy bay lên được.[2]
- Ngày 25 tháng 5 năm 1998: Chiếc máy bay trực thăng của Lào chở đoàn công tác gồm 20 sĩ quan và tướng lĩnh cao cấp của Việt Nam và Lào, bay từ Viêng Chăn về Xiêng Khoảng do sương mù bị rơi tại địa phận Xiêng Khoảng. Đoàn sĩ quan cấp cao của Quân đội nhân dân Việt Nam gồm 20 sĩ quan trung, cao cấp thiệt mạng, trong đó có Trung tướng, Tổng tham mưu trưởng Đào Trọng Lịch, nguyên là Sư đoàn trưởng Sư đoàn 316; Trung tướng Trần Tất Thanh, Tư lệnh Quân khu 2 và người con trai duy nhất của Đại tướng Chu Huy Mân là Trung tá Chu Thế Sơn, cán bộ Cục Tác chiến, Bộ Tổng tham mưu.[3]